# Sion (Rijswijk)
Sion is een wijk van de Nederlandse gemeente Rijswijk, provincie Zuid-Holland, op de grens met Midden-Delfland en Delft. Het gebied van 79 ha ligt in de Hoekpolder.
De wijk dankt zijn naam aan een klooster dat er de 15e en 16e eeuw stond. In de 17e en 18e eeuw stond er een buitenplaats met die naam. In de 19e en 20e eeuw was Sion een tuinbouwgebied en werd gezien als de noordgrens van het Westland. In de 21e eeuw werd er een woonwijk gebouwd.

## Geschiedenis van Sion
Archeologisch onderzoek leverden sporen van de Gantel op, een van de vloedkreken die zich tot in het begin van de jaartelling uitstrekten tot Delft en Pijnacker. 
Tot de 12e eeuw was het gebied van het huidige Rijswijk, met uitzondering van de Romeinse tijd, nagenoeg onbewoond. Uit de Romeinse tijd zijn in Sion wel sporen van verkaveling  en van een onverharde weg aangetroffen. In de twaalfde eeuw ontstond vraag naar landbouwgrond en het veengebied van Rijswijk werd in fases vanuit de strandwal (oude kern van Rijswijk) ontgonnen. In die tijd kan er bij de huidige Kitswoning een nederzetting hebben gelegen. Rond 1335 was er een uithof, de Nuwehove, van de abdij van Egmond. Binnen het ontgonnen gebied werden sloten voor het waterbeheer gegraven. Aanvankelijk kon het water zijn weg naar de zee op een natuurlijke manier vinden, maar door bodemdaling werd de ontwatering een probleem. In 1445 werd er daarom voor het eerst een molen gebouwd die o.a. het gebied van zuid Rijswijk moest ontwateren. In de loop van de 15e eeuw werden de polders van Rijswijk ingericht met ieder een eigen molen, waaronder de Hoekpolder, de polder waar Sion ligt. 

### Het klooster Sion

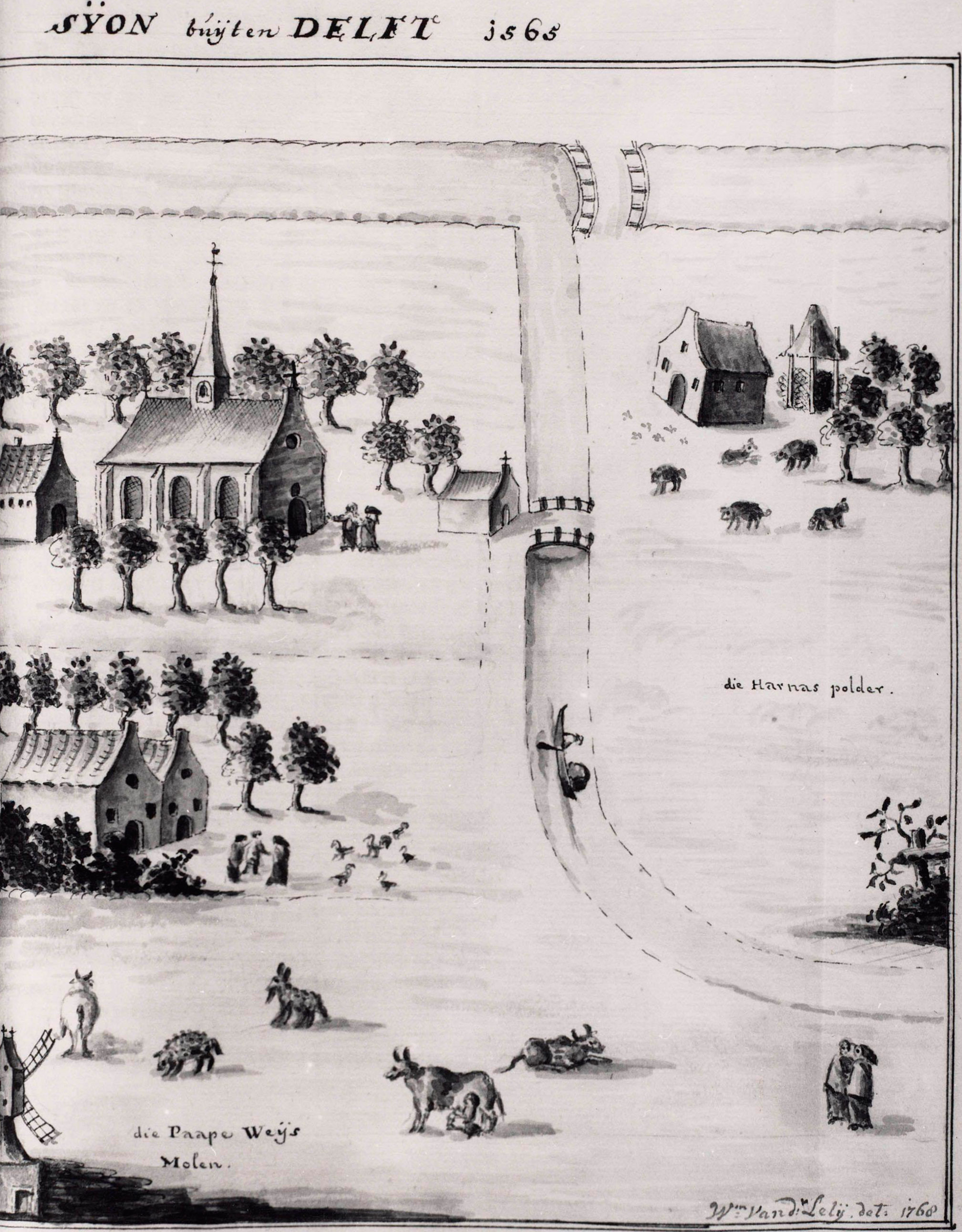
Het klooster Sion (1565) (Kopie door W. v.d. Lely, 1768) naar een verloren afbeelding van vermoedelijk Jan Jansz. Potter.

De naam Sion duikt in de geschiedenis voor het eerst op in 1433 toen een afsplitsing van de reguliere kanunniken van St. Hieronymusdal van Delft een klooster op het grondgebied van Rijswijk wilde oprichten. Dit klooster werd gewijd aan Maria en kreeg de naam 'Sancta Maria in Monte Sion' (Heilige Maria op de berg Sion). Het klooster werd ook wel Syon, Syon bij Delff of T'syon genoemd. Het behoorde tot de orde van de Augustijnen en maakte deel uit van het "Generaal Kapittel der Reguliere Kanunniken" waarvan Sion in 1462 het hoofdklooster werd. Er waren zo'n 25 kloosters bij  aangesloten. Het klooster had in 1474 een molen in Rijswijk waarvoor het aan Gerard van der Burch, die in Rijswijk het windrecht bezat, jaarlijks een bedrag van 13 pond Hollands moest betalen. Het klooster bestond onder meer uit een kerk, een eetzaal, een ziekenzaal en een gastenverblijf. Er schijnt ook een vrouwenhuis geweest te zijn. Rond 1490 werd door monniken van het klooster een Romeinse mijlpaal gevonden, toen ze een stuk grond in het Westland cultiveerden. Op 30 januari 1545 werd het klooster door een geestelijke in brand gestoken, waarna het werd herbouwd. 

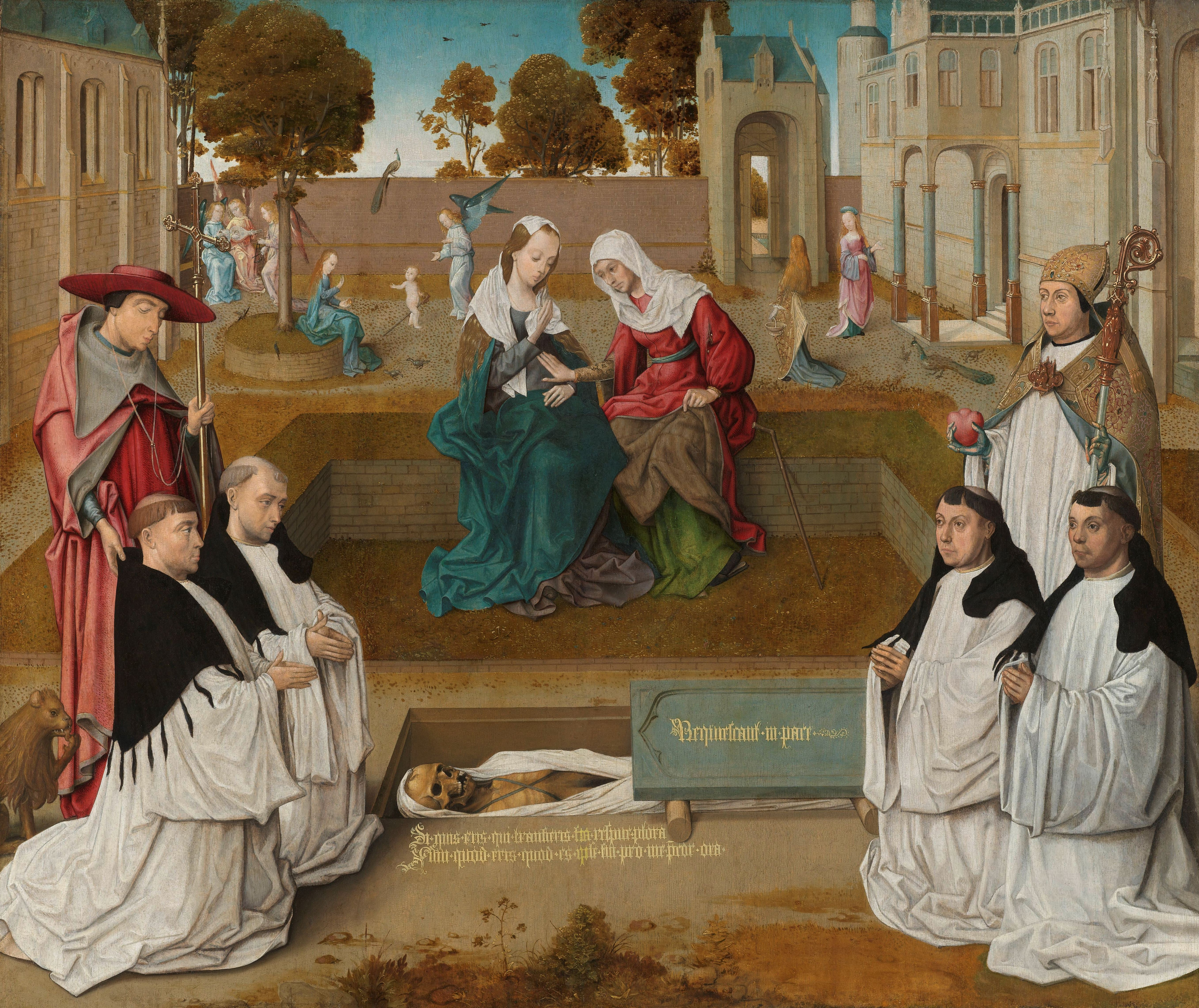
Vier reguliere kanunniken van het kapittel van Sion (Meester van de Spes Nostra)

Het einde van het klooster kwam met de godsdienststrijd van de Tachtigjarige Oorlog. 
Toen geuzenleider Lumey in 1572 de omgeving van Delft onveilig maakte, vluchtten de kloosterlingen naar Delft, en later naar Den Haag of Amsterdam. Toen de Spanjaarden Delft naderden, werden op bevel van de stad omliggende kloosters gesloopt, en dit lot trof ook Sion. 
De resten van het klooster werden in 1574 door de Spanjaarden nog als verschansing gebruikt bij de belegering van Delft, maar na de Spaanse terugtocht werden ook deze laatste resten van het klooster met de grond gelijk gemaakt. De Staten van Holland onteigenden de katholieke bezittingen omdat de katholieke godsdienst verboden was. Aanvankelijk werden de landerijen van Sion verpacht, maar in 1595 en 1598 vonden verkopingen per opbod plaats, waarna de grond in particuliere handen overging.

### De buitenplaats Sion

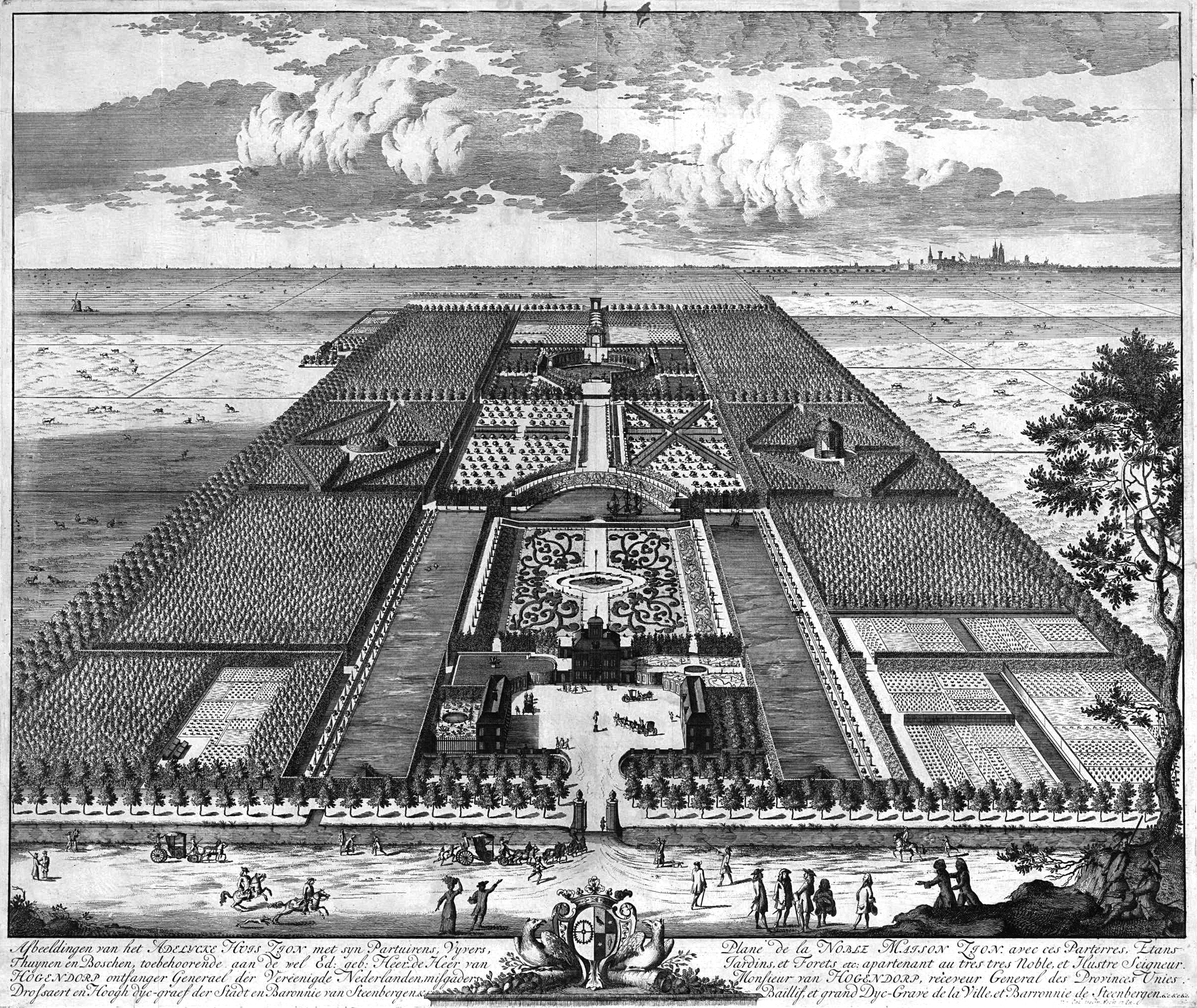
Vogelvluchtperspectief van de buitenplaats Sion (Pieter van Call, 1725)

De eerste koper was Cornelis van Soutelande, schepen van Delft. Op de plaats van het hoofdterrein van het klooster werd een boerderij gebouwd. De erfgenamen van Van Soutelande verkochten de boerderij of hofstede in 1612 aan Symon Jacobsz. van der Marck. In 1643 kocht de arts Leonard van Hogendorp het goed aan, die dat in 1646 naliet aan zijn broer Daniël van Hogendorp, dijkgraaf van het Hoogheemraadschap van Schieland. Onder hem breidde het grondgebied van de hofstede aanzienlijk uit en hij liet een herenhuis bouwen op de plaats waar eens het klooster had gestaan. Dat herenhuis werd tussen 1674 en 1679 door brand verwoest. Een van de volgende eigenaren, Gerard Jansz Putmans (1679), een bemiddeld Delfts bestuurder van de VOC-Kamer Delft en burgemeester van Delft, maakte van Sion een buitenplaats. Hij kocht in 1681 tevens de naastliggende boerderij Kitswoning. In 1710 verkocht zijn erfgenaam de buitenplaats aan de Rotterdamse regent Gijsbert van Hogendorp en Sion groeide verder uit tot een van de grootste en fraaiste buitenplaatsen van Rijswijk. De buitenplaats, die gebouwd was in de classicistische stijl, had een symmetrische indeling. De tuin was verdeeld in drie stroken, waarbij de buitenste twee stroken bestonden uit bomen en moestuinen. Beukenhagen werden gebruikt als afscheiding tussen de verschillende delen van de tuin en de paden. Het herenhuis en de bijgebouwen waren gelegen op de centrale as van de buitenplaats. Ten oosten van de halfronde vijver in het centrum van het terrein stond een speelhuisje waar thee werd gedronken. Vanaf de halfronde vijver leidde een breed terras naar de ovale vijver van de menagerie. Aan de kant van deze vijver bevond zich de orangerie, waarin planten en bloemen in de winter werden bewaard. Aan het einde van de hoofdas, vanaf het huis gezien, bevond zich een doorgang die toegang gaf tot een pergola. Deze elegante poort werd geflankeerd door hoog opgaand latwerk met klimrozen. Vazen op voetstukken, beelden en andere tuinornamenten zorgden voor extra levendigheid van het geheel. Er waren genoeg mogelijkheden om buiten te recreëren in Sion. Naast het herenhuis was een verzonken grasveld voor balspelen, zoals het jeu de boulesspel. Op de wildbaan liepen herten en reeën. In de vijver lag niet alleen een speeljacht, maar ook een miniatuurschip met een echt kanon. Het scheepje lijkt een replica te zijn geweest van het VOC-schip Sion dat in 1686 voor de Kamer van Delft werd gebouwd. Het herenhuis zelf was degelijk gebouwd, ruim van opzet en had een koepeltje op het midden en beelden op de hoeken van het dak. Het telde 17 kleurig en smaakvol ingerichte kamers, een voorhuis, een keuken, een kelder en een zolder. Aan de zuidkant van het voorplein bevond zich het koetshuis, waar de paarden en rijtuigen werden gestald. Aan de andere kant van het voorplein stond het tuinmanshuis met de woning en werkplaats van de hoofdtuinman.
Gijsbert van Hogendorp overleed in 1750 en zijn dochter Jacoba Sara Justina erfde Sion. In haar testament liet zij Sion na aan haar neef Willem van Hogendorp, mits hij op dat moment zijn schulden aan haar en haar broer Johan François van Hogendorp zou hebben afgelost. Dat was niet het geval waardoor haar broer de buitenplaats overnam. In 1783 was Willem van Hogendorp, die fortuin maakte in Oost-Indië, in staat de buitenplaats aan te schaffen. Willem was de vader van Dirk en Gijsbert Karel van Hogendorp. Gijsbert Karel van Hogendorp was orangist en werd bekend om zijn lidmaatschap van het Driemanschap dat de terugkeer van de Prins van Oranje voorbereidde. Dirk van Hogendorp, aanhanger van het Franse bestuur, maakte carrière in het leger van Napoleon. Toen Dirk na Napoleons verbanning in ballingschap ging noemde hij zijn plantage nabij Rio de Janeiro Novo Sion (Nieuw Sion).
Rond 1800 verkocht de familie Hogendorp de buitenplaats Sion en in een tijdsbestek van 15 jaar werd het landgoed door de nieuwe eigenaren in delen verkocht. Vanaf die tijd werd Sion weer een agrarisch gebied.
Van de buitenplaats zijn nog enkele elementen over: de U-vormige vijver rond de woning, een tot woning omgebouwd koetshuis, de timmermanswoning en een brug met stenen hekpalen aan de Spieringswetering.

### Sion als tuinbouwgebied
De buitenplaats werd tussen 1800 en 1804 gesloopt, en werd als tuinbouwgebied in gebruik genomen. Vooral op het gebied van Sion en het aangrenzende 't Haantje kwam de Rijswijkse tuinbouw tot ontwikkeling. Aanvankelijk was dat groenteteelt op de volle grond, later onder plat glas, en vanaf het begin van de 20e eeuw in kassen. Het vervoer van groentes naar de veiling ging tot midden zestiger jaren van de 20e eeuw over het water. Rond 1965 werd de buurtschap Sion door wegenaanleg ontsloten. Later vond er in het gebied bloementeelt onder glas plaats van onder meer gerbera's en rozen, en werden er planten gekweekt.

### Sion als woonwijk
De buurtschap Sion werd als onderdeel van het bouwproject RijswijkBuiten vanaf 2013 omgebouwd tot woonwijk. In dit project (inclusief 't Haantje en Pasgeld) worden 4.000 woningen gebouwd met een energieprestatiecoëfficiënt van 0,0. Dat wordt gerealiseerd door ieder huis te voorzien wordt van onder andere isolatie, een warmtepomp, dubbel glas en zonnepanelen.

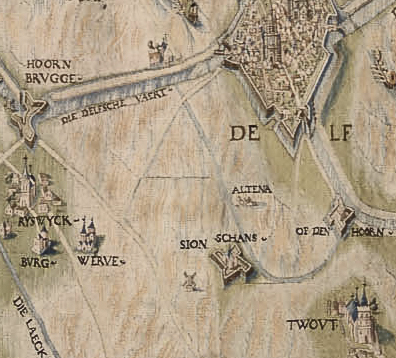
Klooster Sion als Spaanse schans op het tapijt van Joost Jansz. Lanckaert herinnerend aan het Beleg van Leiden (1574)
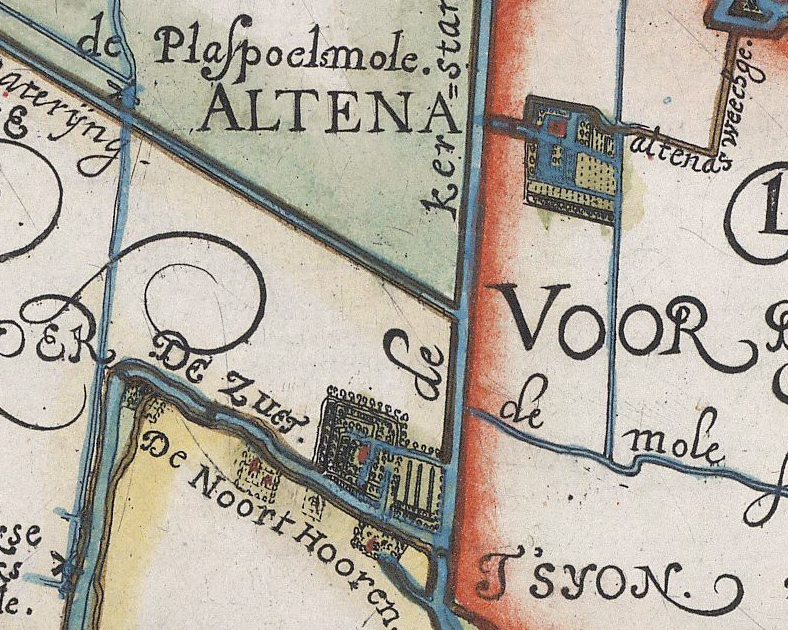
Sion op een kaart van Floris Balthasar uit 1611. Het landgoed heeft nog maar een kwart van het formaat dat het op het hoogtepunt zal hebben.
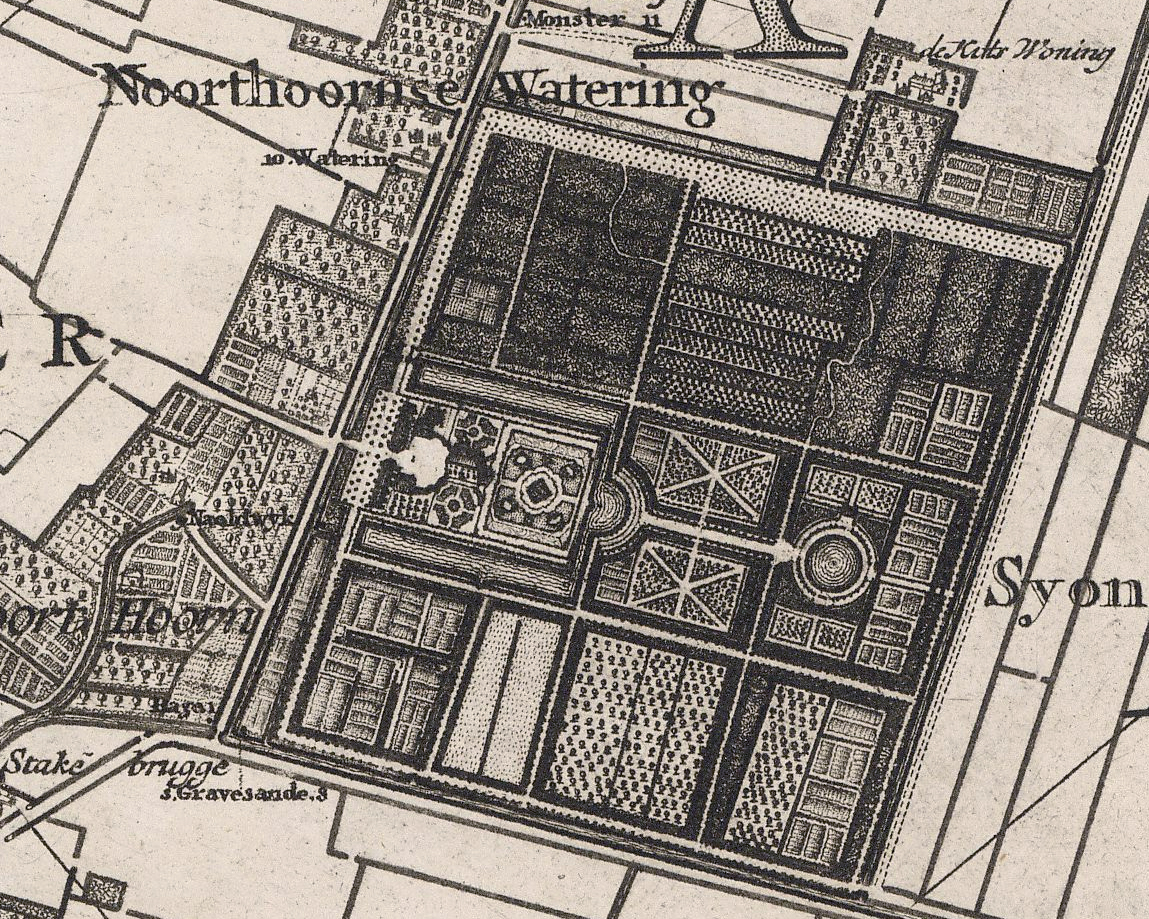
De buitenplaats Sion omstreeks 1712. De tuin is in Franse stijl ingericht.
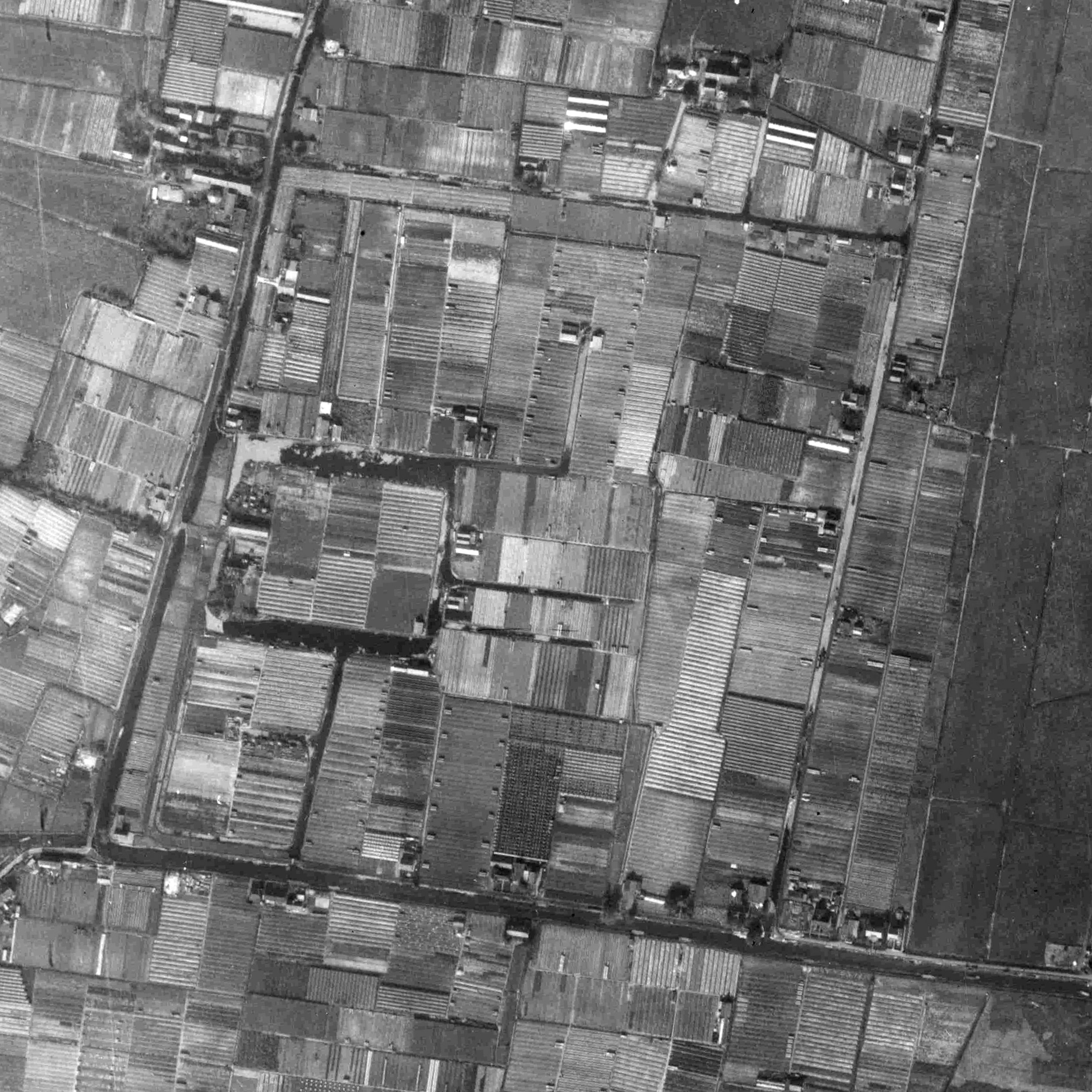
Tuinbouw in Sion (1944)
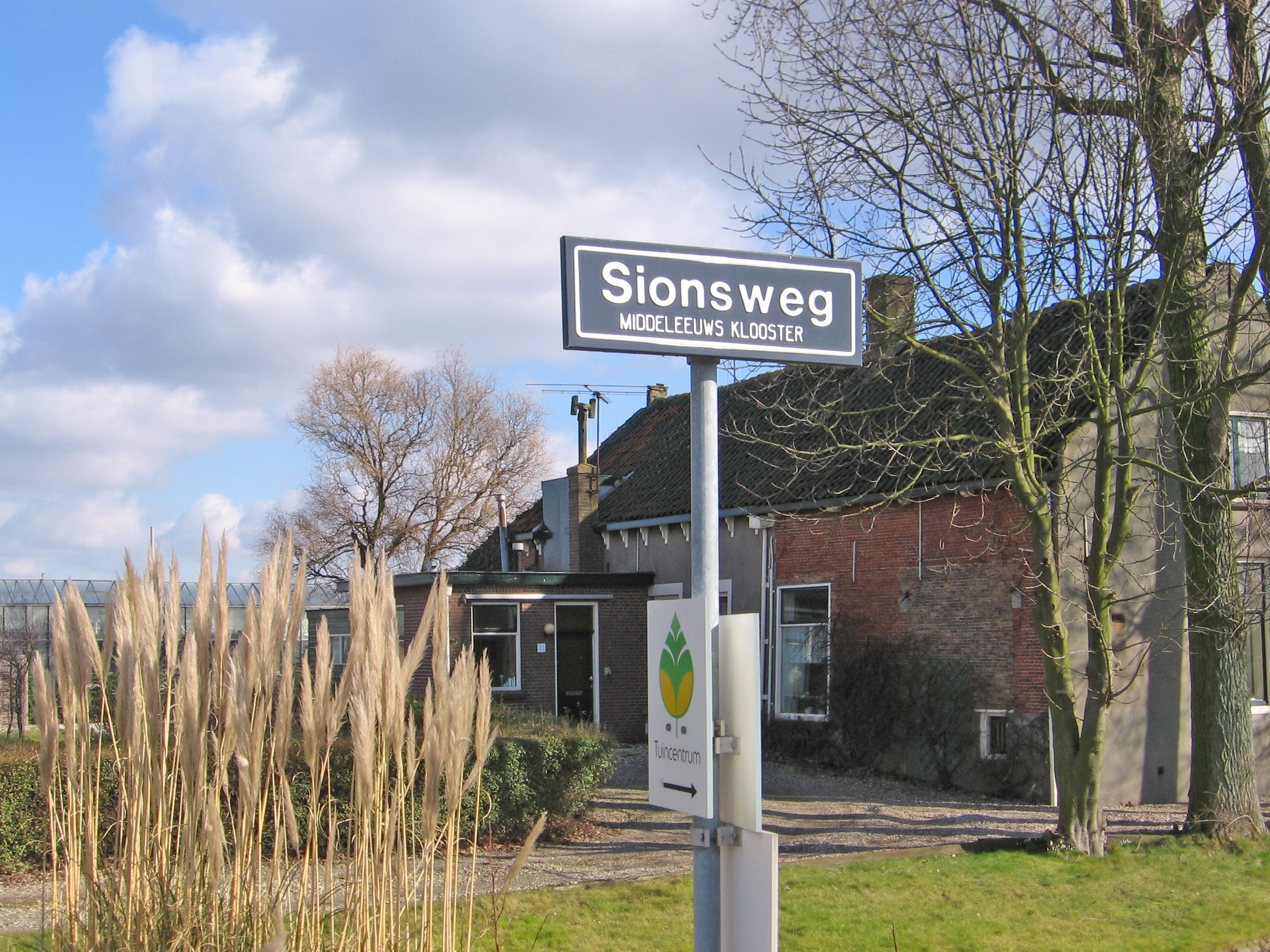
Het tot woning omgebouwde koetshuis herinnert nog aan de buitenplaats.

## Archeologisch onderzoek

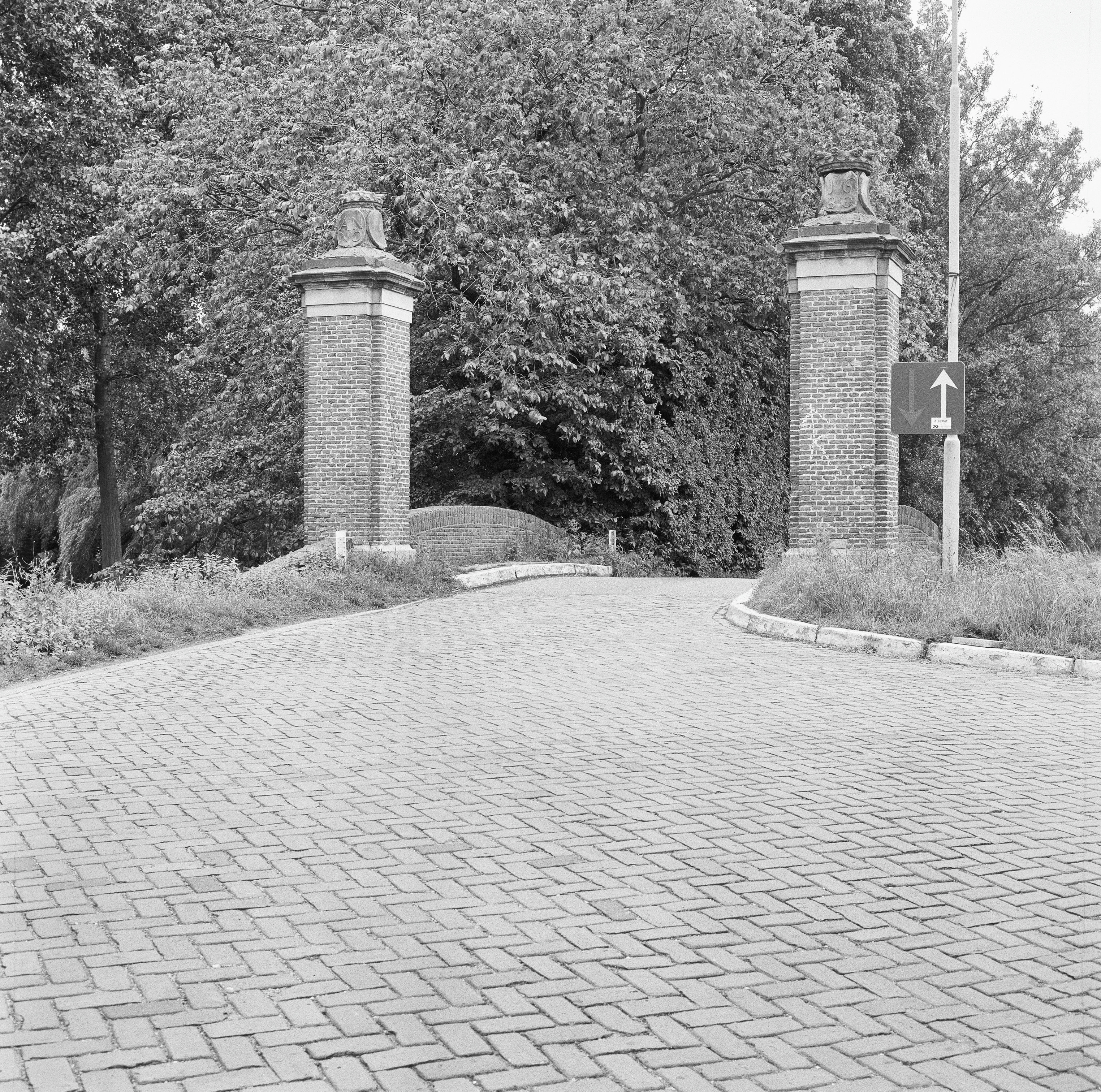
Oude Ingang van het landgoed met ornamenten uit 1680 (foto 1993)

De fundering van het klooster werd in 1980 voor een deel geruimd zonder dat men in staat werd gesteld adequaat archeologisch onderzoek te doen. In 2015 werden de overgebleven resten onderzocht. Het oostelijke uiteinde van een kapel werd teruggevonden. De kerk was 9 m breed. Aan de zuidzijde bevond zich mogelijk de sacristie, 6 m breed. Van de overige kloostergebouwen is nauwelijks iets overgebleven. 
Verder werden een waterput, uitbraaksleuven. zandstenen waterlijsten, kozijnstijlen, profielstenen, boekbeslag, spijkers en loden gewichtjes, stukjes gebrandschilderd glas en een eenvoudige zandstenen sarcofaag gevonden. Ook werd een flink aantal putten uit de eerste helft van de vijftiende eeuw aangetroffen, die gebruikt werden voor onder andere de perkamentproductie. Van de putten restten nog het metselwerk, gemiddeld 1 meter diep en de houten vloer. De vondst van vier menselijke skeletten toont aan dat de begraafplaats van het klooster nog aanwezig was. 
Van de latere buitenplaats werd een rechthoekige fundering van 28 × 15 m teruggevonden. Mogelijk is die van het herenhuis van voor de brand van 1660.
De huidige resten van de buitenplaats zijn de twee vijvers, enkele bruggen, een toegang en een koetshuis.

## Wetenswaardigheden
- Volgens sommige biografieën zou Desiderius Erasmus rond 1485 enige tijd in het klooster Sion hebben verbleven.[12] Dat is twijfelachtig. Hij trad in 1487 in in het Klooster Emmaüs te Stein tussen Haastrecht en Gouda. Stein maakte wel deel uit van het kapittel van Sion. Er kan sprake zijn van een persoonsverwisseling met zijn broer, Pieter Gerard, die wel in Sion verbleef.[13]